# Корякин, Михаил Михайлович
Михаил Михайлович Корякин (Карякин) (12 или 19 (24 или 31) марта 1850, с. Кочеток,  Чугуевского уезда Харьковской губернии (близ Чугуева) — 18 (30) января 1897, Санкт-Петербург) — русский оперный певец-бас.

## Биография
Певец-бас Михаил Карякин, обладавший могучим голосом уникального тембра, принадлежал к одному из древнейших владимирских родов, представители которого проживали во Владимирском крае ещё с 1480-х гг. В Камешковском районе до сих пор существует деревня Карякинская и остановочная платформа «Карякинская» Горьковской железной дороги.
Землями в тех местах Карякины владели ещё во времена великого князя Ивана III — деда Ивана Грозного. Кроме того, им с начала XVII века принадлежало село Лемешки нынешнего Суздальского района, а с XVIII столетия — деревня Сенино в нынешнем Ковровском районе.
С трёхлетнего возраста Михаил Карякин-младший жил во Владимире. Он окончил Владимирскую губернскую гимназию с золотой медалью (во время учёбы увлекался пением и дирижировал гимназическим хором), а затем продолжил образование на медицинском факультете Московского университета. Но, получив диплом лекаря,  врачом в итоге так и не стал, так как любовь к пению и музыке взяли верх, и Карякин поступил в Московскую консерваторию.
Закончив медицинский факультет Московского университета, Корякин в 1874 году поступил в Московскую консерваторию, где занимался пением под руководством профессора госпожи А. Александровой-Кочетовой, а драматическим искусством под руководством Самарина.
В 1878 году был принят в труппу московского Большого театра, спустя месяц переведен в петербургский Мариинский театр (дебютировал в партии Сусанина — «Жизнь за Царя» М. Глинки), где выступал до конца жизни.
Будучи солистом «Мариинки», в 1880 году совершенствовался в Милане у А. Буцци и Ф. Ронкони.
Похоронен на Никольском кладбище. В 1936 г. перезахоронен в Некрополе мастеров искусств.

## Дебют Федора Ивановича Шаляпина
Именно Карякин, будучи уже именитым певцом, дал путёвку в жизнь молодому и не слишком тогда известному Федору Шаляпину. Шаляпин описывал позже так описал эпизод, благодаря которому в 1895 году началась его успешная оперная карьера:
«Сезон мой в Мариинском театре приходил к концу, а я ничего еще не «свершил». С печалью я глядел на близкий закат бесплодного сезона. Я был близок к малодушной потере веры в мое дарование. Как вдруг, в самый последний день сезона, товарищ по сцене — истинный товарищ, каких в жизни встречаешь, к сожалению, слишком редко, — доставил мне случай блеснуть первым большим успехом. В то время довольно часто ставили «Русалку». Хотя дирекция была осведомлена, что роль Мельника я знаю хорошо и много раз с успехом пел её в Тифлисе, но роли этой мне ни разу, ни в одном спектакле не предложили. Бас Карякин был назначен петь Мельника и в этот последний спектакль сезона. Зная, как горячо я мечтаю о роли Мельника, милый Карякин в последнюю минуту притворился больным. Дублера у него не случилось. Дирекция, скрепя сердце, выпустила на сцену меня. «Последний спектакль — бог с ним, сойдет как-нибудь».
Этот захудалый, с третьестепенными силами, обреченный дирекцией на жертву, последний спектакль взвинтил публику до того, что она превратила его в праздничный для меня бенефис. Не было конца аплодисментам и вызовам».

## Смерть
В январе 1897 года Михаил Карякин, человек могучего телосложения и на вид совершенно здоровый, скоропостижно скончался в Петербурге от разрыва сердца всего лишь 46-летнем возрасте.
Как выяснилось потом, врачи, поставив диагноз «аневризм аорты», предупреждали артиста, что пение в опере, где требуется известное напряжение, для его организма гибельно. Однако, будучи сам врачом, и сознавая опасность своей болезни, Карякин до последнего дня не покидал сцену, не мысля жизни без оперного искусства.

## Творчество
Корякин обладал могучим голосом; он был особенно хорош в русских бытовых ролях. 
В репертуар Корякина входило 38 опер, лучшая роль Корякина — Сусанин в «Жизни за Царя».
Другие партии: Кончак — 1-й исполнитель («Князь Игорь»), Тибо («Орлеанская дева»), Колчин («Купец Калашников»), Бермята («Снегурочка»), Фехердин («Кавказский пленник»), Ордгард («Гарольд»); Чуб («Ночь перед Рождеством»), Иван Грозный («Псковитянка», 3-я ред.), Кичига («Чародейка»), Митька («Князь Серебряный» Г. Казаченко), Архип («Дубровский»); Монтероне («Риголетто»); Джеронимо («Тайный брак»), Клеомер («Эсклармонда»), Раймондо («Риенци»); Фарлаф («Руслан и Людмила»), Светозар, Мельник («Русалка» А. Даргомыжского); Илья («Вражья сила»); Старик-странник, Дед Мороз, Дон Базилио («Севильский цирюльник» Дж. Россини); Марсель («Гугеноты»); Рамфис; Пьетро; Гудал («Демон» А. Рубинштейн); Добрыня Никитич («Рогнеда»); Элиаким, Гремин («Евгений Онегин»), Бибиена; Вальтер («Вильгельм Телль»); Захарий, Великий инквизитор.